# Berkanush
Berkanush är en ort i Armenien. Den ligger i provinsen Ararat, i den centrala delen av landet, 23 kilometer söder om huvudstaden Jerevan. Berkanush ligger 836 meter över havet och antalet invånare är 1 682.
Terrängen runt Berkanush är platt. Runt Berkanush är det ganska tätbefolkat, med 155 invånare per kvadratkilometer.. Närmaste större samhälle är Artasjat, 3,1 kilometer sydost om Berkanush.
Runt Berkanush är det i huvudsak tätbebyggt.